# Tanaina
Los tanaina, también llamados dena'ina (en su idioma, «gente»), y así mismo Knaiakhotana («gente de la península de Kenai», por la zona montañosa donde habitaban), son una tribu india del grupo de lenguas na-dené que vivían en el sur de Alaska. Se dividían en ocho grupos: Clark lake, Iliamna, Lower Inlet, Sutsina, Tyonek, Upper Inlet y Lime-Hungry o Stoney River. 

## Localización
Ocupaban el territorio comprendió entre la ensenada de Cook (Cook Inlet) y el cabo Clark, en la costa del golfo de Alaska, al sur de Alaska.

## Demografía
Según Asher, en 1980 eran 900 individuos, de los cuales sólo 250 hablaban la lengua na-dené. Según otros, en 1990 eran 1.500 individuos. Según datos del BIA de 1995, vivían en los poblados de Eklutna (48 h/50), Iliamna (62 h/65), Kenaitze (535 h/562), Knit (31 h/33), Ninilchik (89 h/93), Nondalton (159 h/167), Pedro Bay(38 h/40), Salamatoff (104 h/109), Tyonek (142 h/149), Lime (40 h/42), y los de Chickaloon (9 h) con los ahtna y Seldovia (191 h/201) con los alutiiq. En total, 1.310 individuos (sin contar las dos últimas).

## Costumbres
Se alimentaban del salmón y otros pescados, pero también cazaban osos, cabras, focas, caribúes y otros animales.
Vivían en casas de troncos y de turba en invierno, y en cabañas de verano durante la pesca del salmón, como las otras tribus na-dené de los alrededores. Tenían casas dobles con almacenes en los que secaban el pescado.
Se desplazaban en kayaks y umiaks, como los inuit, y también llevaban polainas y trineos con perros. Tejían vestidos con telares de madera, y usaban en su fabricación las plumas y los dibujos geométricos.
Se dividían en numerosas tribus y subgrupos, y cada uno de ellos a su vez tenía otras subdivisiones con clanes exogámicos. 
Había dos clases sociales, los comunes y los nobles, cada una de ellas con un caudillo que era más guía paternal que líder. El poder real lo tenía un Consejo que actuaba en tiempos de guerra.
Eran enemigos naturales de los inuit, y también celebraban un potlatch en honor de los muertos, de los ancianos o bien para celebrar la primera caza del primogénito, un matrimonio o una reunión, y la principal finalidad era hacer ostentación de los regalos.
Creían que todas las cosas de la naturaleza estaban animadas por poderes especiales, de aquí la atención que prestaban a los chamanes, tabúes y amuletos. 

## Historia
Desde 1760 los rusos tuvieron contacto con Alaska, pero apenas trataron con los dené del interior, a diferencia de los inuit, aleutianos y tlingit. Hacia 1834 exploraron el río Yukón y Kuskokwin. Esto les hizo entrar en conflicto con la Compañía de la Bahía de Hudson. Mantuvieron, sin embargo, un comercio bastante activo.
El 30 de marzo de 1867 toda Alaska fue objeto de un tratado de compra con el gobierno de los EE. UU., que les pagó 7,2 millones de dólares en oro. El gobierno pasó el control a la Alaska Commercial Company (ACC), y el 17 de mayo dictó la primera ley orgánica para aplicar las leyes de Oregón. 
En 1912 se creó el primer grupo indio, Alaska Native Brotherhood, para proteger sus intereses.
En 1968 se fundó el Native Land Claims Movement (NLCM), con apoyo de los ecologistas, para evitar las expropiaciones a causa de los descubrimientos petrolíferos, y reclamó compensaciones, lo cual forzó en 1971 a la aprobación de la «Alaska Native Claims Settlement Act», una ley que extingue los títulos de propiedad aborígenes en Alaska y ordena el establecimiento de corporaciones que administren las rentas de las tierras (44 millones de acres y 962,5 millones de dólares).